# Pater patriae
Pater patriae (z łaciny: ojciec ojczyzny) – tytuł nadawany zasłużonym obywatelom w starożytnym Rzymie.
Jako pierwszy tytuł ten został nadany prawdopodobnie Markowi Furiuszowi Kamillusowi (nie ma jednak pewności co do tego wydarzenia), następnie Markowi Tulliuszowi Cyceronowi.
W 44 p.n.e. tytuł Pater patriae otrzymał Gajusz Juliusz Cezar. W 2 p.n.e. nadano go Oktawianowi Augustowi – wnioskodawcą jego przyznania był Marek Waleriusz Messala Korwinus. Od tego czasu był nadawany wszystkim kolejnym cesarzom. W 177 otrzymał go Kommodus.